# Johannes Heurnius

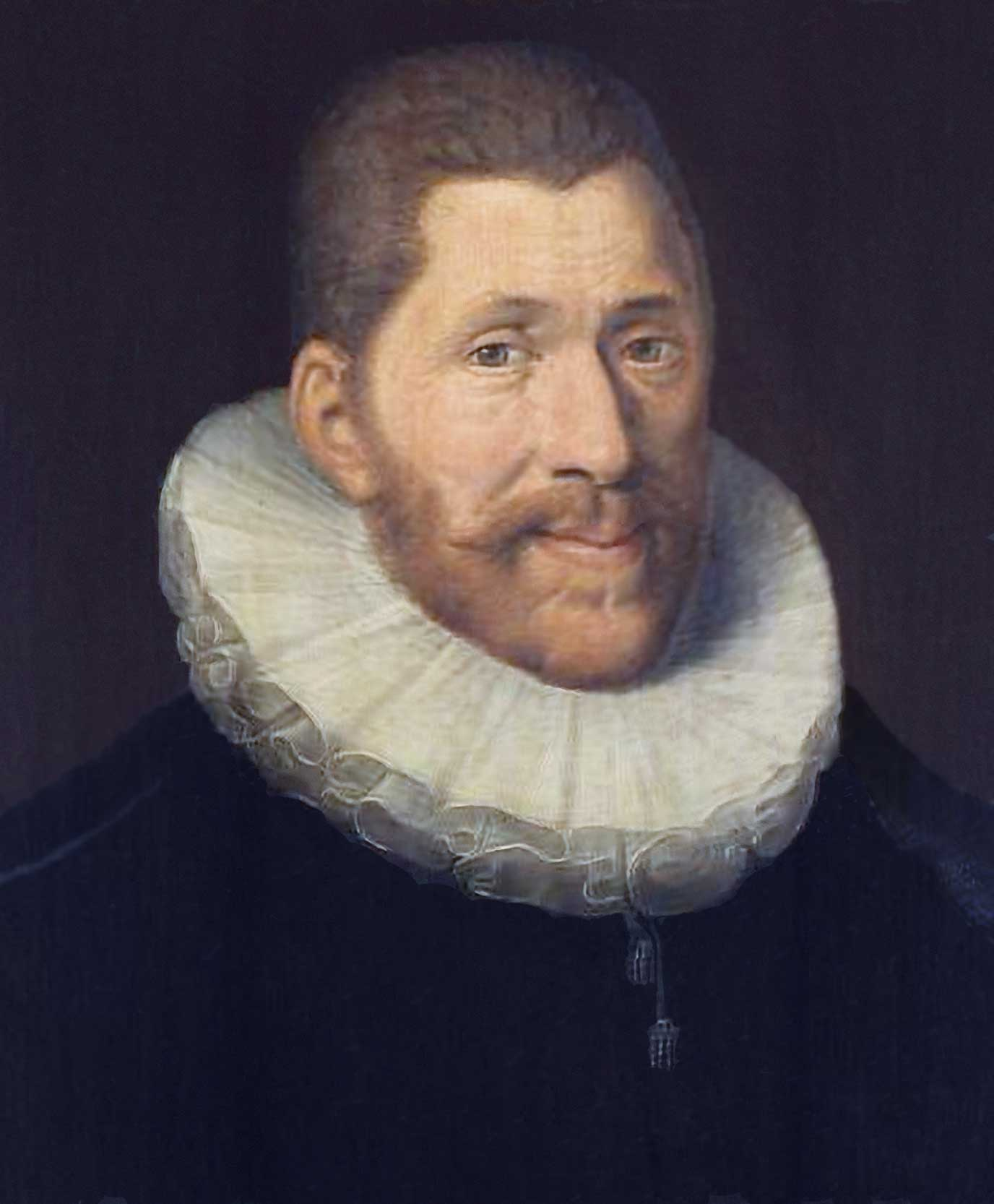
Johannes Heurnius

Johannes Heurnius, latinisiert aus Jan van Heurne (auch Jan van Heurn), genannt auch Johann (van) Heurne (* 4. Februar 1543 in Utrecht; † 11. August 1601 in Leiden), war ein niederländischer Mediziner und bedeutender Kliniker sowie Verfasser eines Lehrbuches der gesamten Medizin.

## Leben
Heurnius stammte aus einem ansehnlichen Geschlecht. Sein Vater war Otto Hornes, Sohn des 1479 geborenen Weinhändlers Jean Hornes der 1524 im Krieg gegen die Türken erschlagen wurde. Seine Mutter Gertrud van Velsen war Tochter von Lambert van Velsen und dessen Frau Elisabeth Rijck. In seiner Jugend setzte man in ihn wenig Hoffnungen, da er erst mit zehn Jahren lesen konnte und mit vierzehn beherrschte er kaum die Regeln der Grammatik. Doch bald konnte er seine anfängliche Schwäche auf der Utrechter Hieronymusschule überwinden. So konnte er mit achtzehn Jahren die Universität Löwen beziehen, wo er unter anderem bei Andreas van Gennep (auch: Balenus, 1484–1568) und Cornelius Gemma (1534/35-12. Oktober 1579 in Löwen), bei dem er wohnte, ein Studium der medizinischen Wissenschaften, der Mathematik und der philosophischen Wissenschaften absolvierte.
Zwei Jahre später zog er nach Paris, wo er sich drei Jahre lang bei Louis Duret (1527–1586) und Petrus Ramus dem medizinischen Unterricht folgte. Von dort zog er nach Italien, wo er an der Universität Padua die Vorlesungen von Girolamo Capivaccio (auch: Hieronymus Capo di Vacca; 1523–1586), Girolamo Mercuriale und Girolamo Fabrizio verfolgte. Heurnius promovierte dort 1571 zum Doktor der Medizin. Dann war er zwei Jahre Leibarzt des jungen Grafen von Cantecroix François Perrenot de Granvelle (1555–1606), einem Verwandten des Kardinals Antoine Perrenot de Granvelle. Wahrscheinlich aus religiösen Gründen, da er den reformierten kalvinistischen Glauben angenommen hatte, kehrte er 1573 nach Utrecht zurück, wo er als praktischer Arzt wirkte. Hier heiratete er die aus einer Patrizierfamilie stammende Christina Beiers († 1603), mit der er sieben Söhne und vier Töchter bekam, darunter die Malerin Rachel Ruysch.
Am 9. September 1581 berief man ihn als Professor der Medizin an die Universität Leiden, welche Tätigkeit er am 7. November desselben Jahres aufnahm und über Institutiones Medicae las. Der Inhalt seiner akademischen Vorlesungen und seiner sämtlichen Schriften wurden als „Opera omnia, tam ad theoriam quam ad praann medicam spectantia“ (Leyden 1609; 1658) durch seinen Sohn Otto Heurnius (1577–1652) zusammengestellt und umfassen das medizinische Wissen seiner Zeit, außer der Anatomie und anderen Hilfswissenschaften. Als großer Anhänger des Hippokrates von Kos und dessen Lehre, hatte er eine kommentierte Ausgabe des Hippokrates herausgegeben. Auch über Galenos hatte er gearbeitet. Seine Werke geben allerdings wenig Auskunft darüber, was auf eigenen Beobachtungen beruht. Eine Vielzahl von Manuskripten wurde erst nach seinem Tod herausgegeben.
Zudem sind seine Bewertungen bei Hexenprozessen bekannt. Er beteiligte sich auch an den organisatorischen Aufgaben der Leidener Hochschule und war in den Jahren 1583, 1584, 1592, 1593, 1599 sowie 1600 Rektor der Alma Mater. In Leiden hatte er sich besonders mit Franz Junius der Ältere, Hugo Donellus und Justus Lipsius angefreundet. Eine Berufung 1588 als Professor an die Universität Franeker lehnte er ab. Er wurde Leibarzt von Wilhelm I. von Oranien, von Moritz von Oranien und von Emilia von Oranien-Nassau.
Er starb an einem Steinleiden, mit dem er sich zwei Jahre herumgeplagt hatte.

## Schriften (Auswahl)
- De natura et praesagio horrendi Cometae, qui anno M.D. LXXVII orbem terrarum terruit.
- D. Thomae Aquinatis Secreta Alchimiae magnalia de corporibus supercaelestibus, quod in rebus inferioribus inveniantur, quoque modo extrahantur: de lapide minerali, animali et plantali: item thesaurus Alchemiae secretissimus, quem dedit fratri suo Reinaldo. Johannis de Rupescissa liber Lucis. Et Raymundi Lullii opus, quod inscribitur Clavicula, et Apertorium, sine quo alii sui libri intelligi nequeunt. Omnia opera Danielis Brouckhuisii in lucem edita. 1579.
- Praxis medicinae nova ratio; qua libris tribus Methodi ad praxim Medicam aditus facillimus aperitur, ad omnes morbos curandos. Leiden 1567, 1590, 1599, 1609.
- Institutiones Medicinae. Accessit modus ratioque studendi eorum qui Medicinae operam dicarunt. Leiden 1592, Hannover 1593, Leiden 1596 (I. Heurnii Ultraiectini Institutiones Medicinae. Hrsg. von Otto Heurne, ex officina Plantiniana Raphelengii, Leiden 1609).
- De studio medicinae bene instituendo, met Hugo Grotii et aliorum Dissertationes de studiis instituendis. Amsterdam 1645, Utrecht 1651.
- De morbis qui in singulis partibus humani capitis insidere consueverunt. Hic artificiosa methodo, incredibili facilitate, Morborum ideae, causae, et cujusque causae morbificae, partesque aegrae signa, prognoses, curatio rationalis empyrica graphicè discribuntur. Leiden 1594, 1609.
- Hippocratis Coi Prolegomena et Prognosticorum libri tres; cum paraphrastica versione et brevibus commentariis. Leiden 1597, 1603.
- Prolegomena aantreft zijn Jusjurandum; de Medico; Lex; de Arte; de veteri Medicina; de Elegantia; Praeceptiones; de Carnibus, sive principiis; de Purgatoriis remediis.
- Hippocratis Aphorismi, Prognostica, Prorrhetica, Coacae praenotiones, aliaque decem opuscula, Graecè et Latinè, pleraque ex interpretatione J. Heurnii. Leiden 1627.
- Hippocratis Coi Aphorismi, Graecè et Latinè; brevi enarratione, fidaque interpretatione ita illustrati, ut ab omnibus facile intelligi possint, cum historits, observationibus, cautionibus et remediis selectis. Leiden 1601, 1609, 1623, 1638, 1690; Den Haag, 1664; Leipzig und Jena 1677.
- De Febribus liber. Leiden 1598.
- De peste liber. Leiden 1600.
- De morbis oculorum, aurium, nasi, dentium et oris, liber editus post mortem autoris ab ejus filio Othone Heurnio. Leiden 1602.
- Johannes Heurnii Opera omnia, tam ad theoriam, quam ad praxin medicam spectantia, ab Othone Heurmo in duos tomos distributa ac edita. Leiden 1609.